# Ctenomys opimus
Ctenomys opimus är en däggdjursart som beskrevs av Wagner 1848. Ctenomys opimus ingår i släktet kamråttor och familjen buskråttor. IUCN kategoriserar arten globalt som livskraftig. Inga underarter finns listade i Catalogue of Life. Wilson & Reeder (2005) skiljer mellan tre underarter.

## Utseende
Arten blir med svans cirka 30 cm lång. Pälsen på ovansidan är brun eller gråaktig med inslag av ljusbrun. Fram till kroppens sidor och undersida blir pälsen ljusare. Huvudet är däremot mer svartaktigt. Med en kroppslängd av 25 till 32 cm (med svans), en svanslängd av 7 till 9,5 cm och en vikt av 230 till 370 g är honor mindre än hannar. Exemplar av hankön är med svans nästan 29 till 33 cm långa, svanslängden är 8 till 10 cm och vikten varierar mellan 370 och 530 g.

## Utbredning
Denna gnagare förekommer i Anderna från södra Peru över Bolivia till norra Chile och norra Argentina. Arten vistas i regioner som ligger 2500 till 5000 meter över havet. Den lever i ekosystemet Puna.

## Ekologi
Ctenomys opimus gräver underjordiska bon med en huvudtunnel, flera förgreningar och flera kamrar. När honan inte är dräktig lever varje individ ensam. Arten äter rötter, stjälkar och blad av olika växter. Den är aktiv på dagen eller under gryningen respektive skymningen. När gnagaren hämtar föda från marken stannar den nära boets ingång.
Området där gnagaren lever är främst täckt av gräs från släktet svinglar (Festuca). Däremot äter Ctenomys opimus nästan allt gräs som förekommer kring boet så att större hål i grästäcket uppstår. I viss mån ingår även blad och kvistar av buskar tillhörande släktena Lepidophyllum och Margyricarpus i födan.
När fällor blev uppställda i djurets gångsystem så fastnade nästan alltid individens bakre delar (bakfötterna, svansen, stjärten) i fällan. Det kan bero på att Ctenomys opimus går baklänges i tunnlarna eller arten försöker kasta ut främmande föremål med bakfötterna.
Honan har tre par spenar och per kull föds upp till tre ungar. När ungarna lämnar boet för första gången väger de cirka 75 g och är nästan 20 cm långa (med svans). Några men inte alla ungdjur hade huvudsakligen svartaktig päls.